# Mike Taylor (paleontolog)
Michael (Mike) P. Taylor (* 12. března 1968) je britský počítačový programátor a vertebrátní paleontolog, působící také jako vědecký publicista. Vystudoval paleontologii na Univerzitě v Portsmouthu, je také absolventem Univerzity ve Warwicku. V současnosti je znám také jako bojovník za volný přístup k (elektronicky zveřejňovaným) vědeckým studiím.

## Vědecká kariéra
Taylor je nejlépe známý pro své on-line zveřejňované studie o sauropodních dinosaurech (sám popsal zatím dva nové rody: Xenoposeidon v roce 2007 a Brontomerus v roce 2011). Spolu se dvěma kolegy stanovil v roce 2015 nový rod sauropodního dinosaura - tím je Haestasaurus (dříve Pelorosaurus) becklesii.
Spolu s paleontology Darrenem Naishem (Velká Británie) a Mathewem Wedellem (USA) provozuje popularizační blog SVPOW (Sauropod Vertebrae Picture of the Week, česky "Obrázky sauropodích obratlů týdne"). Taylor žije v současnosti ve městě Ruardean, hrabství Gloucestershire.